# 中央军委办公厅政治工作局
中国共产党中央军事委员会办公厅政治工作局，位于北京市，是中央军委办公厅下属局，负责该办公厅的政治工作。

## 沿革
2016年改革前，中央军委办公厅设有中央军委办公厅政治部。
在深化国防和军队改革中，2016年1月组建新的中央军委办公厅。中央军委办公厅新设中央军委办公厅政治工作局。

## 历任主任
中央军委办公厅政治部主任
……
- 潘贵云（？—？）[1]
- 党书平 大校（？—？）[3]
- 刘洪杰 少将（2010年12月—？）

| 中央军委办公厅政治工作局主任 1. 王安龙 少将（2016年—） | 中央军委办公厅政治工作局副主任 - 于明 大校（2016年—） |